# العتامنة أولاد الصغير (مداغ)
العتامنة أولاد الصغير هي إحدى مشيخات المملكة المغربية، تتبع جغرافيا لإقليم بركان وإداريًا لمداغ. يقدر عدد سكانها بـ 1052 نسمة حسب الإحصاء الرسمي للسكان والسكنى لسنة 2004.